# Bordetella sputigena
Bordetella sputigena es una especie de bacteria gramnegativa del género Bordetella. Fue descrita en el año 2015. Su etimología hace referencia a producción de esputo. Es aerobia y móvil. Tiene un tamaño de 0,2 μm de ancho por 1,2 μm de largo. Crece de forma individual o en parejas. Forma colonias convexas, traslúcidas y con márgenes lisos en agar TSA tras 72 horas de incubación. Temperatura óptima de crecimiento de 28 °C. Tiene un contenido de G+C de 65,9%. Se ha aislado del esputo de un paciente con fibrosis quística en Suecia.